# Coenotephria khorassana
Coenotephria khorassana là một loài bướm đêm trong họ Geometridae.